# Georges Gasté
Georges Gasté (Parigi, 30 agosto 1879 – Madurai, 1910) è stato un pittore francese orientalista.

## Biografia
Figlio di Julie Costance Briault, Georges Gasté nacque in una famiglia di mercanti d'arte (il padre Henri e il nonno Pierre esercitavano questa attività), e pertanto la sua vita fu orientata verso l'arte già da bambino. Studiò infatti disegno e pittura a Parigi alla Scuola nazionale di Belle arti  e  negli atelier di Alexandre Cabanel  e di Raphaël Collin.
Gasté si accostò presto al movimento, o meglio al gusto, "orientalista", sempre presente nell'800, e si appassionò all'oriente e ai suoi temi esotici. Fece perciò moltissimi viaggi in Africa del nord e in Palestina, fra il 1892 e il 1908. I volti degli abitanti di quelle terre lo affascinavano ed egli realizzò un gran numero di ritratti.
Ma l'ambiente nordafricano non era che la porta del vasto mondo orientale che lo attirava: s'imbarcò quindi per il vero oriente, visitando Ceylon e l'India, dove trovò sempre nuovi spunti d'ispirazione. Giunto a Madurai, in India, nel 1910, contrasse una malattia tropicale e, a soli 41 anni, morì.

## Alcune opere
- Studio di  Arabi al sole (1897)
- Il bagno dei Bramini a Madurai (1910)
- Giovanetta di Bou-Saâda (1908)-(1909)
- Lo stagno del giglio d'oro, Madurai
- Natura morta con verdura e un piatto di formaggi

## Galleria d'immagini

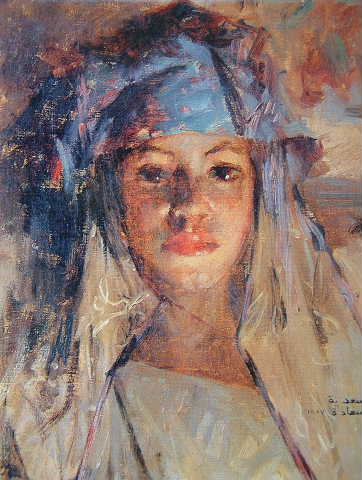
Giovanetta di Bou Saada
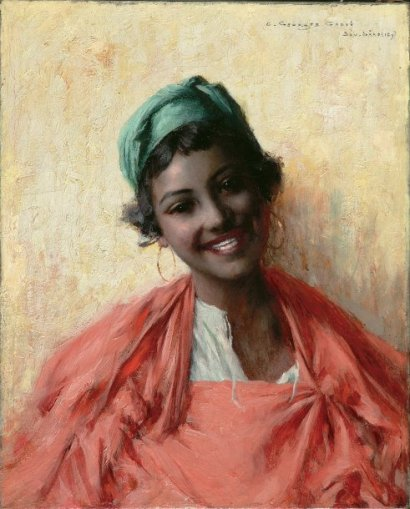
Ragazza di Bou Saada
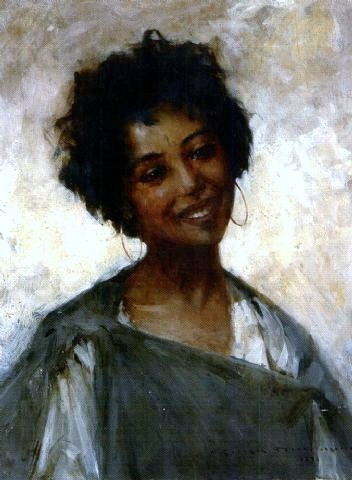
Giovanetta di Laghouat
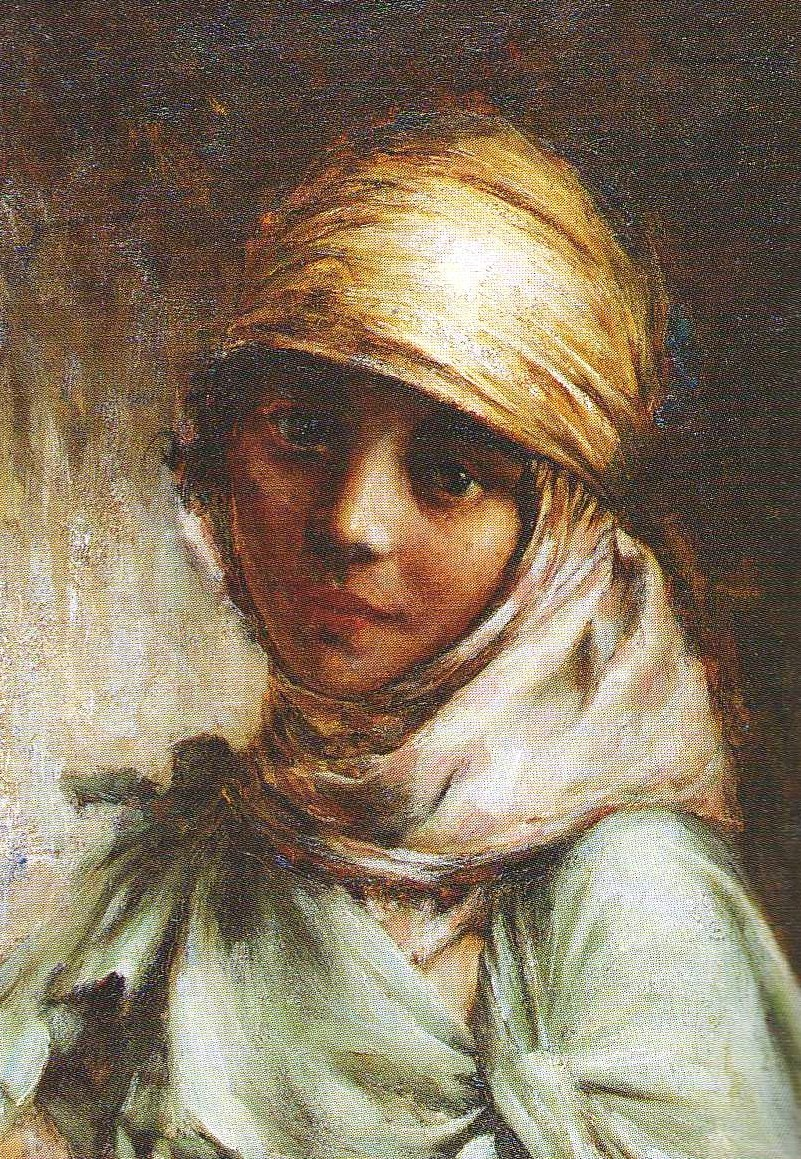
Ragazza algerina
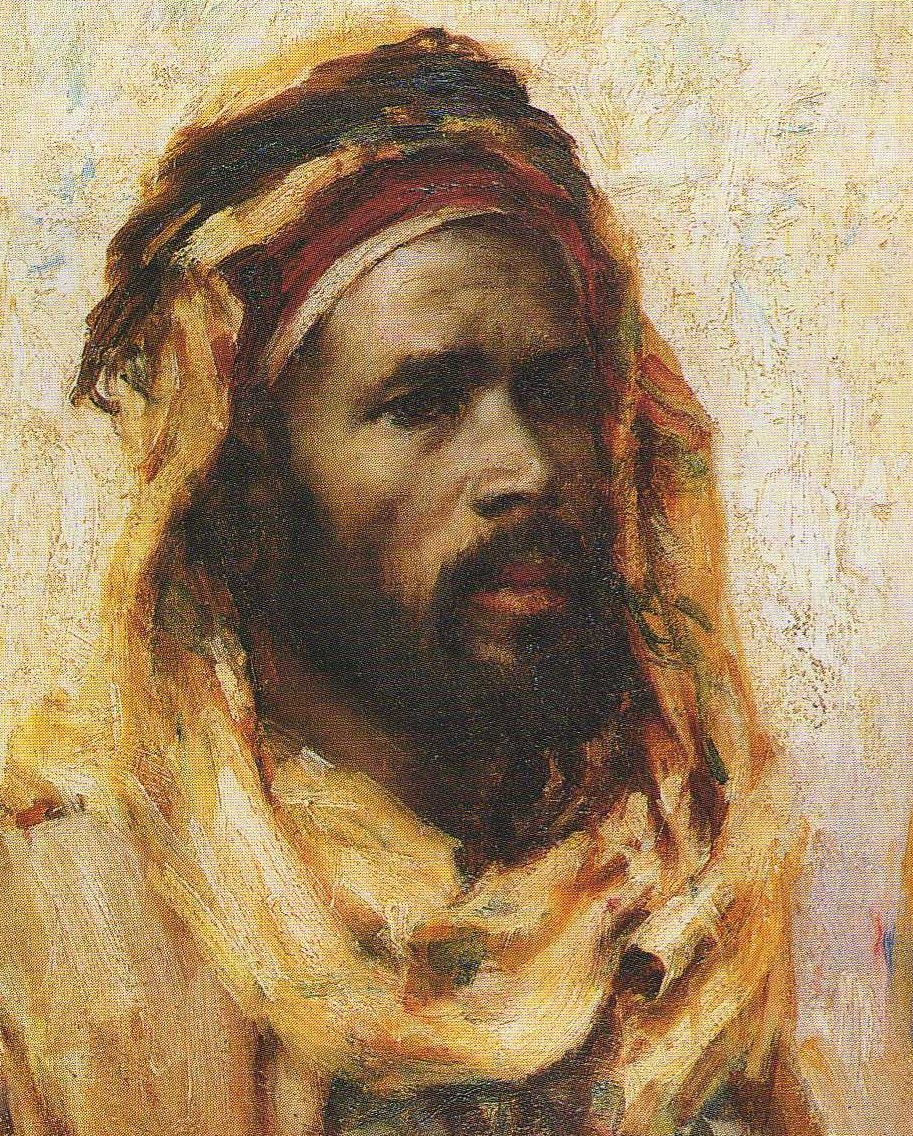
Ritratto d'uomo
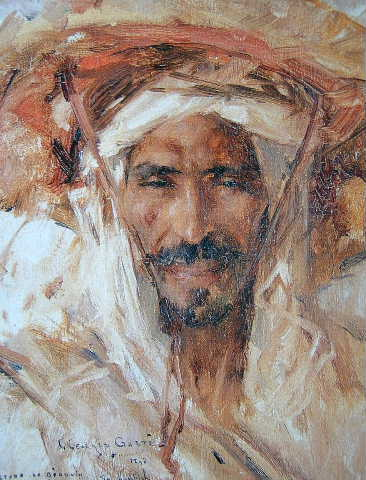
Volto di beduino